# Acharia (Achariaceae)
Acharia (Achariaceae) é um género botânico pertencente à família Achariaceae, apresentando uma única espécie.

## Espécie
- Acharia tragodes